# Radiohead Box Set
Radiohead Box Set — це колекційний бокс-сет альбомів англійської рок-групи Radiohead, випущений 10 грудня 2007 року. Він містить перші шість студійних та один концертний альбом, записаних під час підписання Radiohead контракту з EMI. Альбоми містяться на компакт-дисках, USB-накопичувачі та для цифрового завантаження.
Radiohead не брали участі у випуску. Це було розцінено як «відплату» з боку EMI за те, що Radiohead не продовжили з ними контракт. Бокс-сет досяг 95 місця в Канадському Чарті Альбомів.

## Зміст
- Pablo Honey (1993)
- The Bends (1995)
- OK Computer (1997)
- Kid A (2000)
- Amnesiac (2001)
- I Might Be Wrong: Live Recordings (2001)
- Hail to the Thief (2003)

Бокс-сет було випущено у фізичній формі обмеженим тиражем із семи компакт-дисків, з кожним альбомом в оригінальному диджипак-пакуванні; для завантаження — у вигляді MP3-файлів 320 кбіт/с DRM-free із цифровим оформленням; 4ГБ USB-накопичувач. USB-накопичувач містить усі сім альбомів у форматі файлів WAV з обкладинками.

## Реліз
Контракт Radiohead з EMI закінчився у 2003 році з випуском їхнього альбому Hail to the Thief. EMI сподівалися домовитися про новий контракт на наступний альбом гурту — In Rainbows (2007), але замість цього Radiohead самостійно випустили його на своєму веб-сайті та підписали контракт із XL Recordings для роздрібного випуску.
Бокс-сет рекламувався в Google Ads з текстом: «Radiohead — новий альбом In Rainbows тепер доступний як бокс-сет». У рекламі мова йшла про те, що нібито сайт EMI продає бокс-сет, який включає In Rainbows. EMI видалила рекламу, заявивши, що це «збій джерела даних». Представник Radiohead сказав, що EMI визнали, що реклама була справжньою помилкою.